# جون بولتون

جون روبرت بولتون (بالإنجليزية: John Bolton) (ولد في 20 نوفمبر 1948) هو محام ودبلوماسي أمريكي خدم في عدة إدارات جمهورية. عمل بولتون سفيرا للولايات المتحدة لدى الأمم المتحدة في الفترة من أغسطس آب 2005 حتى ديسمبر 2006 كعضو معين من قبل الرئيس جورج دبليو بوش. استقال ما أن انتهت فترة تعيينه،  لأنه من غير المرجح أن يحظى بتأييد مجلس الشيوخ الذي سيتولى أغلبيته الحزب الديمقراطي المنتخب حديثا في يناير 2007.
بولتون هو حاليا زميل كبير في معهد المشروع الأمريكي لأبحاث السياسة العامة،  وهو مستشار لمؤسسة فريدوم كابيتال لإدارة الاستثمارات،  ومعلق في قناة فوكس نيوز، ومحامي إلى مكتب دي سي كيركلاند وإليس للمحاماة في واشنطن العاصمة. وكان مستشار السياسة الخارجية للمرشح الرئاسي عام 2012 ميت رومني. ويشارك بولتون أيضا مع عدد من المراكز الفكرية ومعاهد السياسة المحافظة سياسيا، بما في ذلك معهد إيست ويست ديناميكس، والاتحاد القومي للأسلحة، واللجنة الأمريكية للحرية الدينية الدولية، ومجلس السياسة الوطنية (CNP)، ومعهد غيتستون،  حيث يعمل رئيسا للمنظمة.
وقد وصف بولتون بأنه من المحافظين الجدد،  رغم أنه نفسه يرفض هذا المصطلح. وقد كان مشاركا بارزا في العديد من الجماعات المحافظة الجديدة، مثل مشروع القرن الأمريكي الجديد (PNAC) والمعهد اليهودي للأمن القومي الأمريكي (JINSA) ولجنة السلام والأمن في الخليج (CPSG).
بولتون هو من هواة الحرب وتغير الانظمة بالقوة هكذا تتصف سياسته الخارجية وداعا لتغيير النظام في إيران وسوريا وليبيا وفنزويلا وكوبا واليمن وكوريا الشمالية. كما دعا مراراً وتكراراً إلى إنهاء الصفقة النووية الإيرانية وقد فعل. كان من دعاة حرب العراق ولا يزال يدعم قرار غزو العراق. لقد دعم باستمرار العمل العسكري وتغيير النظام في سوريا وليبيا وإيران. تم وصف آرائه السياسية على أنها قومية أمريكية محافظة.

## النشأة والتعليم والمهنة المبكرة
ولد بولتون في 20 نوفمبر 1948، في بالتيمور في ماريلاند هو ابن فرجينيا كلارا «جيني» وهي ربة منزل، وإدوارد جاكسون «جاك» بولتون رجل إطفاء في مدينة بالتيمور. نشأ وترعرع في حي ييل هايتس للطبقة العاملة وحصل على منحة دراسية لمدرسة ماكدونوغ في أوينجز ميلز بولاية ماريلاند، وتخرج منها عام 1966. كما أدار حملة «طلاب من أجل جولد ووتر» في المدرسة عام 1964. التحق بولتون بجامعة ييل، وحصل على درجة البكالوريوس. وتخرج مع مرتبة الشرف في عام 1970. وكان عضوا في الاتحاد السياسي في الجامعة. التحق بكلية ييل للقانون من عام 1971 إلى عام 1974، حيث شارك الفصول الدراسية مع صديقه كلارنس توماس، وحصل على دكتوراه في عام 1974. في عام 1972، كان بولتون متدربًا صيفيًا لنائب الرئيس سبيرو أغنيو. تم تعيينه لهذا المنصب من قبل ديفيد كين.

### حرب الفيتنام
كان بولتون مؤيدًا لحرب فيتنام، لكنه تجنب الخدمة العسكرية عن قصد في فيتنام. خلال مشروع يانصيب حرب فيتنام عام 1969، رسم بولتون الرقم 185. (تم تعيين أرقام المسودات حسب تاريخ الميلاد). كنتيجة لقرارات إدارتي جونسون ونيكسون إلى الاعتماد بشكل كبير على المسودة بدلاً من قوات الاحتياط، أصبح الانضمام إلى وحدة الحرس أو الاحتياط وسيلة لتجنب الخدمة في حرب فيتنام، على الرغم من أن هناك 42 وحدة من وحدات جيش الاحتياط تم استدعاء 35 منها في فيتنام بعد فترة وجيزة من هجوم التت في 1968-1969، 5760 من جنود الاحتياط قتلوا في الصراع. قبل التخرج من جامعة ييل في عام 1970، انضم بولتون إلى الحرس الوطني لجيش ماريلاند بدلاً من الانتظار لمعرفة ما إذا كان سيتم استدعاء مسودة رقمه. (كان أعلى رقم تم استدعاؤه للخدمة العسكرية هو 195). خدمة فعليا لمدة 18 أسبوعًا من التدريب في فورت بولك، لويزيانا، من يوليو إلى نوفمبر 1970. بعد خدمته في الحرس الوطني لمدة أربع سنوات، خدم في احتياطي جيش الأمريكي حتى نهاية تجنيده بعد ذلك بعامين.

### محامي
من 1974 إلى 1981، كان بولتون محامي في واشنطن في مكتب كوفينجتون آند بورلينج. ومن ثم عاد إلى مكتب المحاماة مرة أخرى من عام 1983 إلى عام 1985. كان بولتون أيضًا شريكًا في مكاتب المحاماة ليرنر، ريد، بولتون وماكمانوس، من 1993 إلى 1999. كان محاميًا في مكتب كيركلاند وإليس في واشنطن من عام 2008 حتى تعيينه مستشارًا للأمن القومي في عام 2018. عين مكتب فريد كابيتال لإدارة الاستثمار بولتون مستشارًا أقدم في سبتمبر 2015.

## المواقف السياسية
صرح بولتون في مقابلة مع إدوارد لوس من صحيفة فاينانشال تايمز عام 2007 بأنه «محافظ على طريقة غولدواتر»، وذلك على النقيض من كونه محافظًا جديدًا. أشار أيضًا إلى أنه من أتباع إدموند بيرك، وقال أيضًا: «لطالما كنت محافظًا. فكرة المحافظة ذات الحكومة الكبيرة لها مؤيدون أكثر بين المحافظين الجدد منها بين المحافظين التقليديين غير المعدلين».

### الانفرادية والأمريكية
تُعد الأمريكية جوهر معتقدات بولتون، وذكرت صحيفة نيويورك تايمز:
قبل وقت طويل من أن يُشهر ترامب شعاره «أمريكا أولًا»، وصف بولتون نفسه بأنه «أمريكي النزعة» يضع في مقدمة أولوياته نظرة واقعية باردة للمصالح الوطنية والسيادة، بدلًا مما كانا يريانه انشغالًا حالِمًا بالترويج للديمقراطية وحقوق الإنسان. اشتركا في شك عميق تجاه العولمة والتعددية، وهو قاسم مشترك مكن بولتون من استغلال وقته في البيت الأبيض لتنسيق انسحاب الولايات المتحدة من معاهدات الحد من التسلح واتفاقيات دولية أخرى.
شكك بولتون بالمنظمات الدولية والقانون الدولي، واعتقد أنها تُهدد السيادة الأمريكية، ولم يؤمن بأنها تملك سلطة شرعية بموجب الدستور الأمريكي، ووجه انتقادات لسياسة إدارة أوباما الخارجية لما اعتبره تخليًا عن السيادة الأمريكية، وفضل الانفرادية على التعددية. وصف بولتون نفسه في مقال نُشر عام 2000 في مجلة شيكاغو جورنال أوف إنترناشونال لو، بأنه «أمريكي النزعة عن قناعة»، مفضلًا هذا التوجه على ما أطلق عليه مسمى «العولمة». كان بولتون أكثر براغماتية في ممارساته تجاه المنظمات الدولية خلال مناصبه في الحكومة الأمريكية، رغم أنه، وبحسب مجلة فورين بوليسي، نجح فعليًا في دفع رؤاه بهذا الشأن إلى الأمام خلال فترة عمله في إدارة ترامب.
انتقد بولتون المحكمة الجنائية الدولية، معتبرًا إياها تهديدًا للسيادة الأمريكية. وقال «إذا لاحقتنا المحكمة، أو لاحقت إسرائيل أو حلفاءنا الآخرين، فلن نقف مكتوفي الأيدي. سنمنع قضاتها ومدعيها من دخول الولايات المتحدة، وسنفرض عقوبات على أموالهم في النظام المالي الأمريكي، وسنقاضيهم في النظام الجنائي الأمريكي».

#### الآراء حول الأمم المتحدة
كان بولتون ناقدًا شديدًا للأمم المتحدة خلال معظم مسيرته المهنية، واستندت معارضته لها إلى ازدراء للمنظمات الدولية التي كان يعتقد أنها تنتهك سيادة الولايات المتحدة، وعارض أيضًا المحكمة الجنائية الدولية. صرح عام 1994 قائلًا: «لا توجد أمم متحدة. يوجد مجتمع دولي يمكن أحيانًا أن تقوده القوة الحقيقية الوحيدة المتبقية في العالم، وهي الولايات المتحدة، عندما يتوافق ذلك مع مصالحنا وعندما نتمكن من إقناع الآخرين بالانضمام إلينا».
«يتكون مبنى الأمانة العامة في نيويورك من 38 طابقًا. لو خسرنا عشرة طوابق اليوم، فلن يُحدث ذلك أي فرق على الإطلاق»، ورد عندما وُوجه بهذا التصريح خلال عملية تثبيته في المنصب قائلًا «لا توجد بيروقراطية في العالم لا يمكن جعلها أكثر ضعفًا». ذكر بولتون في ورقة بحثية حول مشاركة الولايات المتحدة في الأمم المتحدة أن «الأمم المتحدة يمكن أن تكون أداة مفيدة في تنفيذ السياسة الخارجية الأمريكية».

### الاتحاد الأوروبي
يُعد بولتون من المنتقدين للاتحاد الأوروبي، فانتقد في كتابه بعنوان الاستسلام ليس خيارًا، الاتحاد الأوروبي لمواصلته ما وصفه بأنه «العملية التي لا تنتهي من المضغ الدبلوماسي» بدلًا من حل المشكلات بشكل مُرضٍ، واصفًا الدبلوماسيين في الاتحاد بأنهم «روبوتات الاتحاد الأوروبي»، وانتقد الاتحاد لترويجه ما يعتبره سياسات ليبرالية. قاد بولتون حملة في أيرلندا عام 2008 ضد المزيد من التكامل الأوروبي، وانتقد معاهدة لشبونة لتوسيعها صلاحيات الاتحاد الأوروبي. أشاد أيضًا عام 2016 بنتيجة الاستفتاء البريطاني على مغادرة الاتحاد الأوروبي، وذكر موقع آكسيوس في يناير 2019 أنه استمر في الدعوة إلى خروج صارم من الاتحاد الأوروبي خلال توليه منصب مستشار الأمن القومي. وجه بولتون في مقابلة مع سكاي نيوز في مارس 2019 انتقادات للطبقة السياسية في المملكة المتحدة لعدم تنفيذها نتائج تصويت البريكست.

## روابط خارجية
- جون بولتون على موقع IMDb (الإنجليزية)
- جون بولتون على موقع الموسوعة البريطانية (الإنجليزية)
- جون بولتون على موقع مونزينجر (الألمانية)
- جون بولتون على موقع إن إن دي بي (الإنجليزية)
- جون بولتون على موقع قاعدة بيانات الفيلم (الإنجليزية)